# Многочлен Ергарта
Многочленом Ергарта для заданого багатогранника в багатовимірному просторі називається многочлен, значення якого в будь-якій цілій точці {\displaystyle t>0} збігається з кількістю цілих точок простору (взагалі кажучи, точок будь-якої ґратки), що містяться всередині даного багатогранника, збільшеного в {\displaystyle t} разів.
Обсяг самого багатогранника (з коефіцієнтом гомотетії {\displaystyle k=1}) дорівнює старшому коефіцієнту многочлена Ергарта, що можна розглядати як варіант багатовимірного узагальнення теореми Піка.
Названі на честь Юджена Ергарта, який вивчав їх у 1960-х роках.

## Визначення
Нехай {\displaystyle P} — багатогранник з цілими вершинами, і {\displaystyle t\cdot P} — його гомотетія з цілим коефіцієнтом {\displaystyle t}. Позначимо через {\displaystyle L_{P}(t)} кількість цілих точок {\displaystyle t\cdot P}. Можна довести, що число {\displaystyle L_{P}(t)} виражається як многочлен від {\displaystyle t}; цей многочлен називають многочленом Ергарта.

## Приклади
- {\displaystyle L_{Q}(t)=(t+1)^{d}} для одиничного цілого {\displaystyle d}-вимірного куба {\displaystyle Q}.

## Властивості
- (Взаємність Ергарта — Макдональда) Число внутрішніх цілих точок в {\displaystyle t\cdot P} дорівнює
{\displaystyle (-1)^{d}\cdot L_{P}(-t),}

де d — розмірність P.
- Будь-яка валюація на цілих багатогранниках, інваріантна відносно цілих зсувів і {\displaystyle \mathrm {SL} (n,\mathbb {Z} )}, виражається як лінійна комбінація коефіцієнтів многочлена Ергарта.[1]

- Для будь-якого {\displaystyle d}-вимірного багатогранника {\displaystyle P}, три коефіцієнти многочлена Ергарта мають просту інтерпретацію:
  - вільний член многочлена Ергарта дорівнює 1;
  - головний коефіцієнт при {\displaystyle t^{d}} дорівнює об'єму багатогранника;
  - коефіцієнт при {\displaystyle t^{d-1}} дорівнює половині суми відношень площ граней до визначника ґратки, одержуваної перетином цілочилових точок із продовженням грані.
- Зокрема, при {\displaystyle d=2} многочлен Ергарта багатокутника дорівнює
{\displaystyle S\cdot t^{2}+{\tfrac {\Gamma }{2}}\cdot t+1,}

де {\displaystyle S} — площа багатокутника, а {\displaystyle \Gamma } — кількість цілочислових точок на його кордоні. Підставивши {\displaystyle t=1}, отримаємо формулу Піка.